# Vvedenski
Vvedenski - Введенский (rus) - és un poble (un khútor) de l'óblast de Bélgorod, a Rússia. El 2010 tenia 31 habitants. Pertany al districte (raion) de Rakítnoie.